# Weißkirchen in Steiermark
Pour les articles homonymes, voir Weisskirchen.
Weißkirchen in Steiermark est une commune autrichienne du district de Murtal en Styrie.